# 2000 GP89
2000 GP89 är en asteroid i huvudbältet som upptäcktes den 4 april 2000 av LINEAR i Socorro County, New Mexico.
Asteroiden har en diameter på ungefär 8 kilometer.